# وي أون (قناة تلفزيونية)
العالم هو أخبار واحدة (بالإنجليزية: The World is One News)‏ (وي أون) (بالإنجليزية: WION)‏ هي قناة إخبارية هندية متعددة الجنسياتباللغة الانجليزية ومقرها في نيودلهي. وهي مملوكة لمجموعة إيسيل وهي جزء من شبكة قنوات زي ميديا.

## التاريخ
أطلقت موقعها على شبكة الإنترنت في كثير من البلدان باعتبارها خدمة مجانية عبر الأقمار الصناعية في 15 يونيو 2016. بدأت القناة التلفزيونية بثها في 15 أغسطس 2016. القناة هي أول قناة إخبارية دولية مملوكة للقطاع الخاص في الهند.